# The Wolf (Dardust)
The Wolf è un singolo del musicista italiano Dardust, pubblicato il 15 gennaio 2016 come primo estratto dal secondo album in studio Birth.

## Video musicale
Il video, presentato il 22 gennaio dello stesso anno, è stato girato presso il Castello di Rocca Calascio sotto la regia di Tiziano Russo e ha come protagonisti un uomo e un lupo.

## Tracce
1. The Wolf – 4:39

## Formazione
Hanno partecipato alle registrazioni, secondo le note di copertina di Birth:
Musicisti
- Dario Faini – arrangiamento, pianoforte, voce, sintetizzatore, elettronica, arrangiamento strumenti ad arco
- Vanni Casagrande – arrangiamento, programmazione, sintetizzatore, elettronica, batteria
- Carmelo Emanuele Piatti – arrangiamento strumenti ad arco, primo violino
- Isabel Gallego Lanau – secondo violino
- Matteo Lipari – viola
- Sofia Nitti – violoncello
- Martina Milzoni – contrabbasso

Produzione
- Dario Faini – produzione artistica, produzione
- Vanni Casagrande – produzione
- Birgir Jón Birgisson – registrazione pianoforte, batteria e percussioni
- Donato Romano – registrazione strumenti ad arco
- Nacor Fischetti – missaggio
- Sam John – mastering